# 郭任之
郭任之（1908年—1976年），又名郭树栋，山西运城人。中华人民共和国中央人民政府政务院人民监察委员会委员、全国政协委员。

## 生平
山西大学毕业后，1932年任正太铁路局秘书主任。
抗日战争爆发后任第二战区民族革命战争战地总动员委员会委员，组织成立抗敌救国后援会。1944年到延安。
解放战争中任中央法律委员会副秘书长。华北人民政府司法部副部长。
中华人民共和国成立后，任中央人民政府政务院人民监察委员会委员、副秘书长（1950年1月7日至1954年9月）；1957年2月17日第二届全国政协常务委员会第三十四次会议增补为特别邀请人士身份的全国政协委员、国务院参事室参事。